# Unghero pepolese d'oro
L’Unghero pepolese d'oro era una moneta del XVIII secolo, nata quando l'imperatore Leopoldo I d'Austria concesse a Ercole e Cornelio Pepoli il titolo di principi dell'impero ed il permesso di battere moneta.

## Storia
L’Unghero pepolese d'oro era una moneta coniata a nome di Ercole e Cornelio Pepoli (nel 1700-1702) e, successivamente, anche da Alessandro e Sicinio Pepoli (nel 1703-1713), titolari del feudo imperiale di Castiglione dei Pepoli, Baragazza e Sparvo, da quando, per privilegio loro concesso il 20 aprile 1700, l’imperatore Leopoldo I d'Asburgo concesse il diritto di battere moneta in oro e in argento al feudo appenninico. I conii originari, unitamente ad un esemplare della moneta in rame, sono oggi parte delle raccolte del Museo civico archeologico (Bologna) presso il Palazzo Galvani di via dell’Archiginnasio. Nel dritto della moneta, all’interno di una cartella quadrangolare barocca, sono incisi i nomi HERCVLES ET CORNELIVS (anche ALEXANDER ET SICINIUS) COMITES PEPOLI e, nel rovescio, LEOPOLDI I IMP MVNVS attorno a un’aquila bicipite con corona imperiale e caricata in petto da uno scudo a scacchi, stemma della famiglia Pepoli, con spada e scettro fra gli artigli.
Famiglia di cui già Taddeo Pepoli (nel 1337-1347) e, successivamente, i suoi figli Giacomo e Giovanni Pepoli (nel 1347-1350), signori di Bologna, coniarono, rispettivamente, il doppio grosso pepolese e il bolognino grosso.
La famiglia Pepoli ebbe un ruolo fondamentale anche nella nascita della lira italiana. La legge Pepoli del 24 agosto 1862, n. 788 Sull’unificazione del sistema monetario, dal nome di Gioacchino Napoleone Pepoli (1825-1881) nipote di Gioacchino Murat e Carolina Bonaparte, ne sancì la nascita. Il Pepoli scrisse: La moneta è il monumento più popolare, più costante e più universale che rappresenti l'unità della nazione.
Il territorio castiglionese, dapprima possedimento della contessa Matilde di Canossa e poi degli Alberti (conti di Prato), fu acquistato nel 1340 dalla famiglia Pepoli per passare, nel 1796, in mano ai francesi. Per il lungo connubio durato ben oltre quattro secoli con la famiglia Pepoli, il 29 marzo 1863, l’amministrazione comunale assunse l'attuale denominazione di Castiglione dei Pepoli sino allora chiamato Castiglione dei Gatti, dal termine celtico Gatt con significato di Castello nel bosco per la ricca vegetazione boschiva che lo circonda. Il dominio dei Pepoli fu sempre ispirato ad una fiera e tenace rivendicazione della propria indipendenza sottolineata anche attraverso il conio di una propria moneta secondo il diritto imperiale a loro concesso sin dal 1700.
Il nome di unghero deriva dalla presenza, nella moneta, dell’aquila bicipite parte dello stemma imperiale asburgico cui Leopoldo I d’Asburgo, re d’Ungheria dal 1655 e 27º imperatore del Sacro Romano Impero dal 1658, concesse il privilegio di conio ai pepolesi.
Alcuni esemplari dell’Unghero pepolese, dalle dimensioni di 24 millimetri di diametro e di circa 3,35 grammi di peso, sono presenti nella ex Collezione Reale, dal 1971 conservata presso il Medagliere del Museo Nazionale Romano a Palazzo Massimo a Roma, e nella raccolta numismatica del Museo Correr a Venezia.
Una riproduzione di questa antica moneta, a ricordo della valenza storica per una delle zecche italiche preunitarie e per non dissolversi nell’oblio del tempo, rappresenta un'onorificenza cittadina di Castiglione dei Pepoli, alla stregua della Cittadinanza onoraria e della Civica benemerenza, che viene conferita a coloro distintasi nell'impegno sociale, culturale, economico e scientifico e il cui conferimento si svolge, di norma, nella storica Sala degli Specchi o del Consiglio all'interno dell'antico palazzo comitale pepolese (XV-XVIII sec.) sede, oggigiorno, della Residenza Comunale.